# Liste der Monuments historiques in Betaucourt
Die Liste der Monuments historiques in Betaucourt führt die Monuments historiques in der französischen Gemeinde Betaucourt auf.

## Liste der Objekte
| Bezeichnung                | Beschreibung                                                                                         | Standort                       | Kennzeichnung | Schutzstatus | Datum | Bild |
| -------------------------- | --- | ------------------------------ | ------------- | ------------ | ----- | ---- |
| Hauptaltar                 | Altartisch und Tabernakel; Holz, farbig gefasst und vergoldet, 18. Jahrhundert; zugehörig PM70001749 | in der Kirche St-Brice (Lage)  | PM70001748    | Classé       | 1993  |      |
| Sechs Altarleuchter        | Kupfer, 18. Jahrhundert                                                                              | in der Kirche St-Brice (Lage)  | PM70001749    | Classé       | 1993  |      |
| Glocke                     | Bronze, 1779 gegossen                                                                                | in der Kirche St-Brice (Lage)  | PM70000115    | Classé       | 1942  |      |
| Krankenziborium            | Silber, 18. Jahrhundert, Goldschmied Pierre-François Grandguillaume                                  | in der Kirche St-Brice (Lage)  | PM70000116    | Classé       | 1966  |      |
| Sakristeischrank           | Holz, 18. Jahrhundert                                                                                | in der Kirche St-Brice (Lage)  | PM70000117    | Classé       | 1974  |      |
| Prozessionskreuz           | Metall, versilbert, 18. Jahrhundert                                                                  | in der Kirche St-Brice (Lage)  | PM70002007    | Inscrit      | 1993  |      |
| Annenaltar                 | linker Seitenaltar; Retabel und Skulptur; Holz, farbig gefasst und vergoldet, um 1800                | in der Kirche St-Brice (Lage)  | PM70002008    | Inscrit      | 1992  |      |
| Maria-Immaculata-Altar     | rechter Seitenaltar; Retabel und Skulptur; Holz, farbig gefasst und vergoldet, um 1800               | in der Kirche St-Brice (Lage)  | PM70002009    | Inscrit      | 1992  |      |
| Kanzel                     | Holz, 18. Jahrhundert                                                                                | in der Kirche St-Brice (Lage)  | PM70002010    | Inscrit      | 1992  |      |
| Beichtstuhl                | Holz, 18. Jahrhundert                                                                                | in der Kirche St-Brice (Lage)  | PM70002011    | Inscrit      | 1992  |      |
| Kelch und Patene           | Metall, vergoldet, 19. Jahrhundert                                                                   | in der Kirche St-Brice (Lage)  | PM70002012    | Inscrit      | 1992  |      |
| Kelch                      | Metall, versilbert, 18. Jahrhundert                                                                  | in der Kirche St-Brice (Lage)  | PM70002013    | Inscrit      | 1992  |      |
| Kelch                      | Metall, vergoldet, 19. Jahrhundert                                                                   | in der Kirche St-Brice (Lage)  | PM70002014    | Inscrit      | 1992  |      |
| Skulptur Heiliger Briktius | Holz, farbig gefasst, Ende des 17. Jahrhunderts                                                      | in der Kapelle St-Brice (Lage) | PM70002015    | Inscrit      | 1992  |      |
| Pietà                      | Holz, farbig gefasst, Ende des 17. Jahrhunderts                                                      | in der Kapelle St-Brice (Lage) | PM70002016    | Inscrit      | 1992  |      |
| Monstranz                  | Silber, bezeichnet 1812, Goldschmied Jean-Charles Cahier                                             | in der Kirche St-Brice (Lage)  | PM70002110    | Inscrit      | 2005  |      |
| Kollektenteller            | Zinn, 18. Jahrhundert                                                                                | in der Kirche St-Brice (Lage)  | PM70002111    | Inscrit      | 2005  |      |